# Plongeon catmarin
Gavia stellata
Espèce
Statut de conservation UICN

 LC  : Préoccupation mineure
Le Plongeon catmarin (Gavia stellata), aussi appelé Plongeon à gorge rouge, Plongeon à gorge rousse, et au Québec Huart à gorge rousse, est une espèce d'oiseaux de l'ordre des gaviiformes. C'est le plus petit membre de la famille des gaviidés ; il mesure de 52 à 70 cm de long et son envergure varie de 91 à 116 cm, parfois au-delà. C’est aussi celui qui a l’aire de répartition la plus étendue.

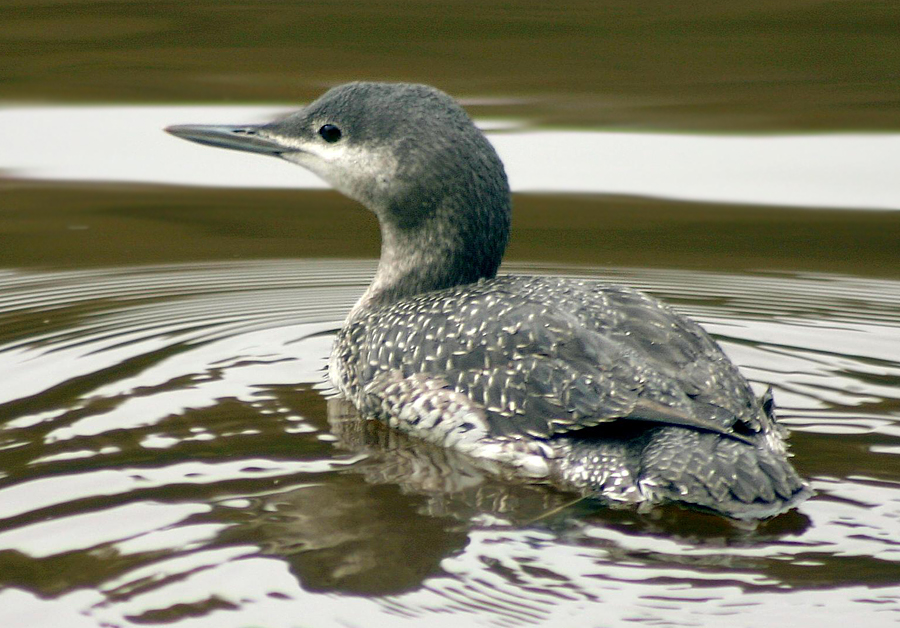
Juvénile

## Morphologie

### Description
D'une taille de 52 à 70 cm, c'est le plus petit et le moins corpulent des plongeons. Son poids varie de 1 500 g en moyenne chez les femelles (valeur minimale de 1 400 g) à 1 750 g en moyenne chez les mâles.
Avec son envergure de 91 à 150 cm, il possède le meilleur rapport envergure/taille de tous les plongeons (voir Vol).
C'est un oiseau adapté à la nage et à la plongée. Le corps est profilé pour limiter les frictions liées à la résistance de l'eau, les pattes situées très en arrière tout comme la palmure des trois orteils dirigés vers l'avant permettent une meilleure propulsion.
En période de nidification, les adultes présentent le même plumage nuptial, bien que le mâle soit légèrement plus grand et plus contrasté : ils ont la tête et le cou gris avec une tache triangulaire allongée brun-rouge sur la gorge. L’œil est rouge vif et la queue, courte et bien définie, est noire.
La livrée d'éclipse est gris-brun, parsemée de petites taches blanches sur le dessus, tandis que le dessous est blanc et le manteau brun foncé. L'iris prend une teinte plus rouge que lors de la saison hivernale.
Le plumage d’hiver est plus terne, noir brunâtre, parsemé de petites taches blanches, avec le menton, l’avant du cou et la plus grande partie de la face blancs. L’œil est cerné d'un halo blanc en plumage d'hiver.

### Distinction des autresplongeons
Le fin bec gris ou blanchâtre s'incurve légèrement vers le haut, ce qui le différencie facilement du Plongeon arctique dont le bec est droit. Sa tête est plus fine et le front est plus aplati que les autres espèces du même ordre.
D'une manière générale, comparé aux autres plongeons, il apparaît en été relativement uni et sombre sur l'eau, dû à l'absence de couleurs claires sur le dessus. En hiver, il se reconnaît facilement par son plumage très pâle et plus de blanc sur la face que les autres plongeons.

## Comportement

### Vol
C’est le seul plongeon qui puisse s’envoler directement depuis le sol. Comme il a une relativement grande envergure par rapport à sa masse, il est capable de s'envoler assez rapidement. Il vole avec le cou tendu, légèrement plus bas que le dos. Les battements d'aile sont puissants et réguliers. Le plumage clair du ventre contraste avec le dessus très foncé.

Silhouette du plongeon catmarin en vol.

### Alimentation
Cette espèce, comme tous les plongeons, est essentiellement piscivore, capable de plonger à plus de huit mètres de profondeur pour capturer ses proies. Comme il chasse à vue, il prospecte généralement en eau claire et toujours de jour. Il consomme des poissons de taille moyenne (morue, hareng, anchois, chabot...), mais aussi parfois de petits mollusques, crustacés et insectes aquatiques. Il n'hésite pas à réaliser de grands trajets pour trouver sa nourriture et celle de ses petits.

### Reproduction

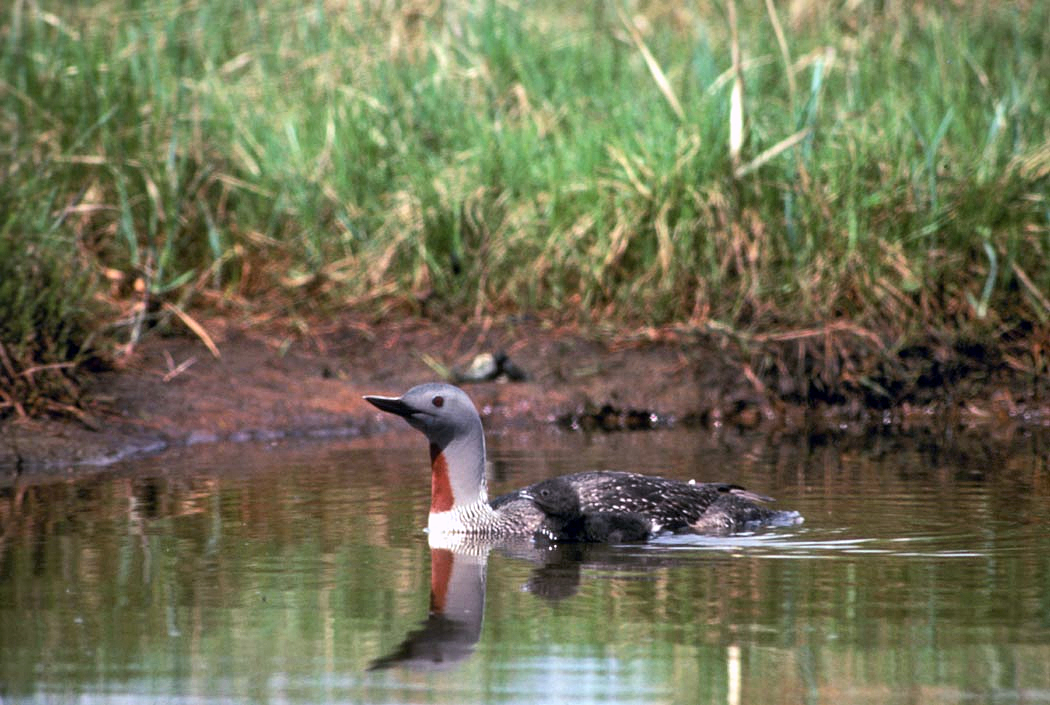
Plongeon catmarin et un oisillon.

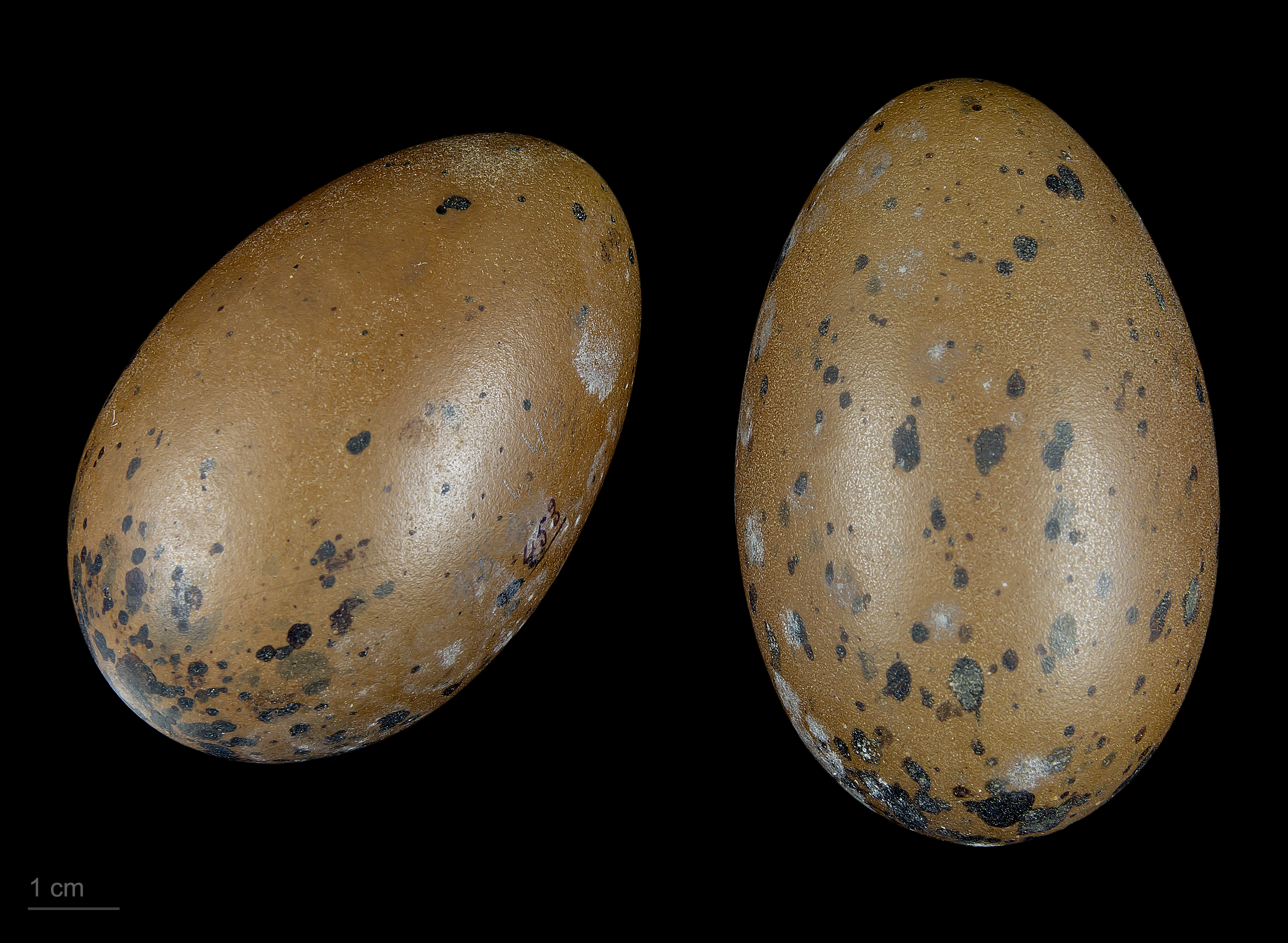
Gavia stellata - MHNT

La maturité sexuelle est atteinte à 2 ou 3 ans. L'espérance de vie d'un plongeon catmarin est d'environ 24 ans : le record européen, déterminé grâce au baguage d'un oiseau trouvé mort par les suites d'une marée noire en Suède, est de 23 ans et 7 mois,.

Lorsque ces oiseaux arrivent sur les aires de nidification, ils sont déjà en couple, et comme ils sont monogames, ils garderont le même partenaire leur vie durant. Le site choisi par le mâle pour la construction du nid restera le même d'une année sur l'autre. Ce nid, toujours situé très près de l'eau (voire sur un radeau flottant de végétaux aquatiques) n'est qu'un creux garni de mousse, tourbe et brindilles. La parade nuptiale consiste en une nage rapide, le cou dressé et la poitrine en avant. L'accouplement a lieu sur la terre ferme.
La ponte a lieu de mai à juillet. La femelle pond deux œufs dont la couleur va du jaune au brun, constellés de taches plus sombres. Les deux parents couvent alternativement les œufs même si la femelle y consacre plus de temps que le mâle. L'éclosion a lieu un mois plus tard environ (28 jours en moyenne).

Les poussins, nidifuges, pèsent environ 55 g à la naissance. Ils suivent leurs parents à l'eau quelques heures plus tard et sont déjà capables de nager et plonger avec adresse. Ils présentent un duvet brun sombre, plus pâle sur le ventre. Leur plumage d'adulte sera achevé lorsqu'ils auront 7 semaines.

### Cri
Le cri en vol ainsi que le cri territorial est un "kvak" rauque ou un "kak-kak-kak-kak" semblable au cri d'une oie. Lors de la parade nuptiale, l'oiseau émet des sons courts en staccato qui s'accélèrent, puis sont suivis d'une longue série de sons plaintifs et modulés. Egalement un "korrr-hui, korrr-hui" crescendo qui donne une impression d'écho. Lorsqu'il est excité ou dérangé, il émet un miaulement semblable au chant du Plongeon imbrin en beaucoup plus bref et un peu plus rauque, sur le ton de celui d'une mouette.

## Répartition et habitat

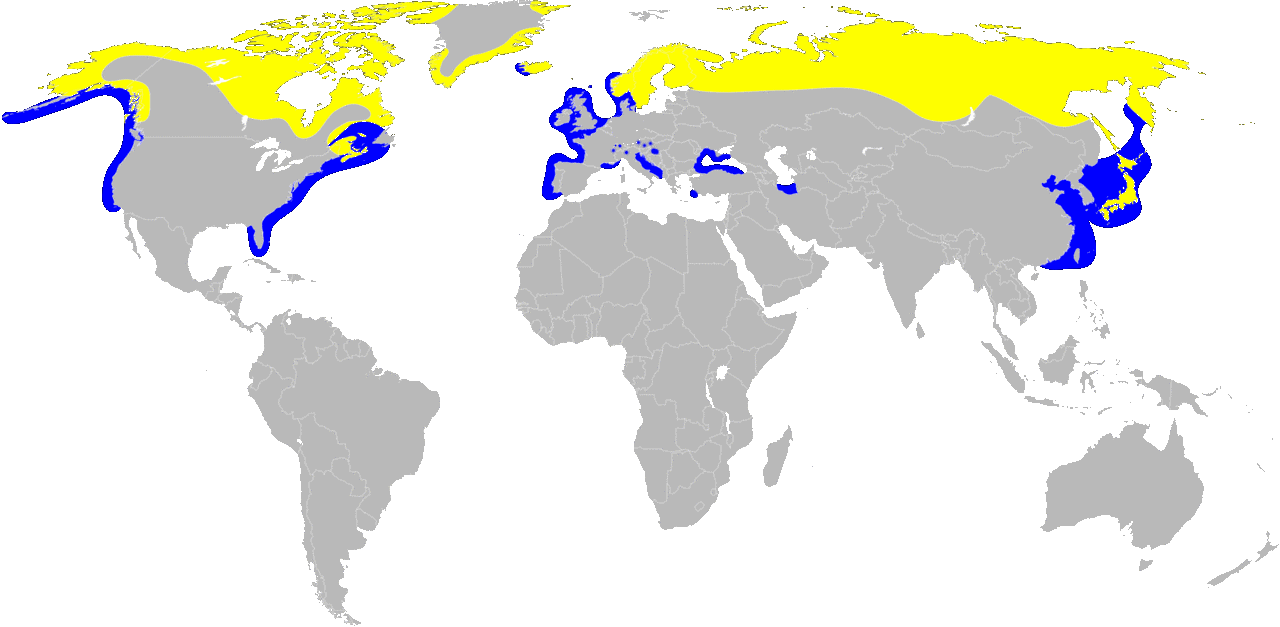
Aire de répartition du Plongeon catmarin
Aire de nidification
Zones d'hivernage

Le plongeon catmarin niche dans le Nord de l’Eurasie et du Canada ainsi qu'au Groenland, habituellement à proximité des eaux dormantes continentales de toute profondeur, comprenant les petites surfaces marécageuses et peu profondes, les tourbières et la toundra tout comme les étangs et lacs plus profonds et plus dégagés.
Sa zone d’hivernage est plus vaste ; il hiverne sur les côtes et les grands lacs. En Amérique du Nord, il est fréquent de le rencontrer dans la région des Grands Lacs en hiver, même en dehors des périodes migratoires. Il s'agit cependant de l'aire de répartition située la plus à l'intérieur des terres en hiver, ou il cherche à se rapprocher des eaux douces ou saumâtres en proximité de littoral.
Il migre en petits groupe vers le nord, en direction de son aire de nidification, de mars à avril, voire début mai. Le retour vers les aires d'hivernage se fera de fin septembre à début décembre selon les trajets migratoires.

## Prédateurs
Ses prédateurs sont notamment le renard roux et le renard polaire.

## Position systématique et appellation
Le plongeon catmarin et les quatre autres espèces du genre sont les seuls représentants de la famille des Gaviidae.

Le plongeon catmarin est l'une des quatre espèces de plongeons visibles en Europe.
Le nom de plongeon, attesté depuis le XIIe siècle, vient du latin plumbicare (s'enfoncer). Catmarin est formé à partir du mot français marin et de cat (chat en anglais), peut-être par référence au cri plaintif et modulé que cet oiseau pousse sur les sites de nidification.
Gavia vient aussi du latin et désigne un oiseau de mer, peut-être un oiseau du genre Larus, cité par Pline l'Ancien et Apulée. Quant à stellata (étoilé en latin), ce terme fait référence aux fines mouchetures blanches présentes sur son dos sombre.

## Statut et préservation
De nombreux éléments menacent le Plongeon catmarin, comme la pollution des eaux (notamment par le mercure) et des proies, le drainage des zones humides où il niche habituellement, la diminution des ressources de pêche, et la pression humaine sur les sites de nidification.
La population de la Communauté européenne aurait été d'environ 5 000 couples en 2005 selon la Commission européenne (Directive oiseaux), qui classe cet oiseau en annexe I (chasse et commercialisation interdite) et donc parmi les espèces les plus menacées d'Europe.
Depuis 2002, l'Accord sur la conservation des oiseaux d'eau migrateurs d'Afrique-Eurasie classe cette espèce dans la catégorie B, c'est-à-dire vulnérable, mais distingue deux types de population : celles hivernant dans le nord-ouest de l'Europe sont classées B2c (populations vulnérables), celles hivernant près des mers Noire, Caspienne ou Méditerranée en catégorie B1 (populations très vulnérables).

De même, Birdlife International considère que la population de ce plongeon est insuffisante et la classe dans la catégorie SPEC3 (situation défavorable en Europe, oiseau non concentré en Europe). En effet, bien que cette organisation avance une estimation élevée de l'effectif de la population européenne de plongeon catmarin (entre 30 000 et 90 000 couples en été, et 17 000 individus hivernants, en incluant la Russie), elle a constaté un net déclin de la population, surtout en Russie et dans les pays scandinaves.

Ce plongeon figure aussi sur la liste des espèces à protéger de l'US Migratory Bird Act, ainsi que sur celle de la Convention de Berne (qui classe ce plongeon en annexe II, c'est-à-dire dans les espèces migratrices nécessitant une protection internationale).

L'AEE a classé cette espèce dans la catégorie vulnérable. Elle a été déclarée comme étant à surveiller en Suède et Norvège, et disparue en Lettonie.
L'UICN, au contraire, place le Plongeon catmarin dans la catégorie « préoccupation mineure » (LC), justifiant sa position par l'estimation de la population mondiale de cette espèce entre 500 000 et 1 500 000 individus et ne présentant pas de déclin significatif. Cette espèce n'est pas non plus mentionnée dans les listes des espèces à protéger du CITES.